# Retro and Magic
Retro & Magic est une émission de télévision française consacrée au retrogaming créé par Alex Pilot, diffusée sur Nolife, ainsi que sur les plateformes Nolife Online puis Noco.

## Historique
Lors de la création de la chaîne Nolife, Alex Pilot a en tête un projet d'émission basée sur le principe du magazine Mémoire Vive, qu'il a lui-même créé pour Game One avec Jean Monset en 1999. Les initiales du titre Retro And Magic sont d'ailleurs un hommage, formant l'acronyme anglophone « RAM » qui désigne la mémoire vive. Julien Pirou est inclus un peu par hasard dans le projet par Davy Mourier qui voit en lui un « Professeur Geek » intarissable sur les vieux jeux vidéo. 
Le principe de l'émission est vite validé : présenter chaque semaine un titre ou une série ou un créateur de jeu vidéo, par des extraits de gameplay commentés par une voix-off sur le ton d'un professeur Je-Sais-Tout.
L'émission est ainsi diffusée à un rythme hebdomadaire, jusqu'à la disparition de Nolife en avril 2018.

## Générique
- Rédaction : Julien Pirou, Alex Pilot...
- Voix-off : Julien Pirou
- Montage : Jonathan Casses
- Mixage, musique : Mathilde Wasilewski

Le premier habillage est un des plus populaire de la chaîne. Il a été réalisé en pixel-art par Julien Levaisque, dit Radigo. La musique est une reprise de celle du jeu d'arcade de Konami Rock'n'Rage.
À partir du 300e épisode, il laisse la place à un habillage, plus moderne, d'Étienne (graphismes) et Simon Périn (musique),.

## Épisodes
| Saison | Épisode | Titre                                                                  | Première diffusion | Durée |
| ------ | ------- | ---------------------------------------------------------------------- | ------------------ | ----- |
| 1      | 1       | Rocket Knight Adventures / Sparkster                                   | 5 juin 2007        | 3:05  |
| 1      | 2       | Might and Magic (sur consoles)                                         | 12 juin 2007       | 4:24  |
| 1      | 3       | NightS into Dreams                                                     | 19 juin 2007       | 6:16  |
| 1      | 4       | Apogee Software                                                        | 26 juin 2007       | 3:03  |
| 1      | 5       | Les spin-offs de Sonic                                                 | 3 juillet 2007     | 3:17  |
| 1      | 6       | Shadowrun                                                              | 10 juillet 2007    | 3:37  |
| 2      | 7       | Prince of Persia                                                       | 11 septembre 2007  | 7:02  |
| 2      | 8       | Les jeux Playstation sur Matsumoto Leiji                               | 18 septembre 2007  | 6:24  |
| 2      | 9       | Ecstatica                                                              | 25 septembre 2007  | 5:20  |
| 2      | 10      | Blizzard                                                               | 2 octobre 2007     | 6:28  |
| 2      | 11      | Freespace                                                              | 9 octobre 2007     | 5:37  |
| 2      | 12      | Grim Fandango                                                          | 16 octobre 2007    | 5:22  |
| 2      | 13      | Ecco the Dolphin                                                       | 23 octobre 2007    | 4:13  |
| 2      | 14      | Quackshot                                                              | 30 octobre 2007    | 3:22  |
| 2      | 15      | Access Software                                                        | 6 novembre 2007    | 6:12  |
| 2      | 16      | The Bitmap Brothers                                                    | 13 novembre 2007   | 4:12  |
| 2      | 17      | Discworld                                                              | 20 novembre 2007   | 5:37  |
| 2      | 18      | Oasis                                                                  | 27 novembre 2007   | 4:49  |
| 2      | 19      | The Predator Series                                                    | 4 décembre 2007    | 3:44  |
| 2      | 20      | Outlaws                                                                | 11 décembre 2007   | 4:26  |
| 2      | 21      | Teenage Mutant Ninja Turtles                                           | 18 décembre 2007   | 4:47  |
| 3      | 22      | Marathon                                                               | 15 janvier 2008    | 4:27  |
| 3      | 23      | Grand Prix                                                             | 22 janvier 2008    | 4:16  |
| 3      | 24      | The Blues Brothers                                                     | 29 janvier 2008    | 4:09  |
| 3      | 25      | Call of Cthulhu                                                        | 5 février 2008     | 5:07  |
| 3      | 26      | Weird Dreams                                                           | 12 février 2008    | 4:36  |
| 3      | 27      | MDK                                                                    | 19 février 2008    | 5:31  |
| 3      | 28      | La saga Wasteland                                                      | 26 février 2008    | 7:53  |
| 3      | 29      | Les jeux basés sur des groupes de Rock                                 | 4 mars 2008        | 4:48  |
| 3      | 30      | No One Lives Forever                                                   | 11 mars 2008       | 4:32  |
| 3      | 31      | Syndicate / Syndicate Wars                                             | 18 mars 2008       | 4:51  |
| 3      | 32      | Alien vs Predator                                                      | 25 mars 2008       | 4:34  |
| 3      | 33      | Les jeux Monty Python                                                  | 1er avril 2008     | 5:03  |
| 3      | 34      | Earthworm Jim                                                          | 8 avril 2008       | 5:19  |
| 3      | 35      | Little Big Adventure                                                   | 15 avril 2008      | 4:38  |
| 3      | 36      | Oddworld                                                               | 22 avril 2008      | 5:41  |
| 3      | 37      | La série Chrono                                                        | 29 avril 2008      | 7:16  |
| 3      | 38      | Les dessins animés interactifs                                         | 6 mai 2008         | 7:37  |
| 3      | 39      | Les jeux d'Éric Chahi                                                  | 13 mai 2008        | 5:30  |
| 3      | 40      | Conker's Bad Fur Day                                                   | 20 mai 2008        | 5:19  |
| 3      | 41      | Myst                                                                   | 27 mai 2008        | 6:47  |
| 3      | 42      | Zombies Ate My Neighbors / Ghoul Patrol                                | 3 juin 2008        | 4:22  |
| 3      | 43      | Flashback / Fade to Black                                              | 10 juin 2008       | 4:59  |
| 3      | 44      | Silver                                                                 | 17 juin 2008       | 3:09  |
| 3      | 45      | Killing Time                                                           | 24 juin 2008       | 3:42  |
| 3      | 46      | Crimson Skies                                                          | 1er juillet 2008   | 4:00  |
| 3      | 47      | Nocturne / Le Projet Blair Witch                                       | 8 juillet 2008     | 4:23  |
| 4      | 48      | La "trilogie" Amber                                                    | 16 septembre 2008  | 4:39  |
| 4      | 49      | Les jeux Indiana Jones : les années 80                                 | 23 septembre 2008  | 4:15  |
| 4      | 50      | Les jeux Indiana Jones : les années 90                                 | 30 septembre 2008  | 4:51  |
| 4      | 51      | Turok                                                                  | 7 octobre 2008     | 5:18  |
| 4      | 52      | Anachronox                                                             | 14 octobre 2008    | 4:17  |
| 4      | 53      | Chô Aniki                                                              | 21 octobre 2008    | 6:22  |
| 4      | 54      | Metal Gear                                                             | 28 octobre 2008    | 8:17  |
| 4      | 55      | Max Payne                                                              | 31 octobre 2008    | 6:35  |
| 4      | 56      | James Pond                                                             | 4 novembre 2008    | 5:19  |
| 4      | 57      | La trilogie Captain Blood                                              | 11 novembre 2008   | 5:43  |
| 4      | 58      | Maniac Mansion / Zak McKraken / Day of the Tentacle                    | 18 novembre 2008   | 6:13  |
| 4      |         | Les jeux dérivés de Mega Man                                           | 20 novembre 2008   | 5:12  |
| 4      | 59      | Chuck Rock                                                             | 25 novembre 2008   | 5:25  |
| 4      | 60      | Les jeux "Comics" de Sega of America                                   | 2 décembre 2008    | 6:33  |
| 4      | 61      | Mr. Bones                                                              | 9 décembre 2008    | 4:49  |
| 4      | 62      | Gunstar & Guardian Heroes                                              | 16 décembre 2008   | 5:11  |
| 5      | 63      | La trilogie Gaia                                                       | 13 janvier 2009    | 5:05  |
| 5      | 64      | Panzer Dragoon                                                         | 20 janvier 2009    | 5:17  |
| 5      | 65      | Les jeux Simon Phipps                                                  | 27 janvier 2009    | 6:58  |
| 5      | 66      | Castlevania : l'époque 16 bits                                         | 3 février 2009     | 7:08  |
| 5      | 67      | Castlevania : l'époque 32 et 64 bits                                   | 10 février 2009    | 7:17  |
| 5      | 68      | La série des Star Soldier                                              | 17 février 2009    | 7:27  |
| 5      | 69      | The Archimedean Dynasty / AquaNox                                      | 24 février 2009    | 6:48  |
| 5      | 70      | Clockwork Knight                                                       | 3 mars 2009        | 4:12  |
| 5      | 71      | Les FPS Build Engine                                                   | 8 mars 2009        | 7:14  |
| 5      | 72      | Dungeons & Dragons, partie 1 : l'ère SSI                               | 10 mars 2009       | 6:59  |
| 5      | 73      | Dungeons & Dragons, partie 2 : les jeux Infinity Engine                | 17 mars 2009       | 8:27  |
| 5      | 74      | Batman et Head over Heels sur Amstrad CPC                              | 24 mars 2009       | 5:59  |
| 5      | 75      | Sonic CD                                                               | 31 mars 2009       | 5:11  |
| 5      | 76      | Climax Stalkers                                                        | 7 avril 2009       | 6:25  |
| 5      | 77      | La trilogie Gabriel Knight                                             | 14 avril 2009      | 6:06  |
| 5      | 78      | Valkyrie Profile                                                       | 21 avril 2009      | 4:56  |
| 5      | 79      | Psygnosis                                                              | 28 avril 2009      | 5:58  |
| 5      | 80      | Wing Commander                                                         | 5 mai 2009         | 7:31  |
| 5      | 81      | Les jeux Neverhood                                                     | 12 mai 2009        | 7:30  |
| 5      | 82      | Die by the Sword                                                       | 17 mai 2009        | 5:13  |
| 5      | 83      | Ultima : la saga principale                                            | 19 mai 2009        | 8:10  |
| 5      | 84      | Ultima : les spin-offs                                                 | 26 mai 2009        | 7:16  |
| 5      | 85      | Space Station Silicon Valley                                           | 2 juin 2009        | 3:31  |
| 5      | 86      | Terminator: Future Shock                                               | 9 juin 2009        | 5:06  |
| 5      | 87      | Uncharted Waters                                                       | 16 juin 2009       | 4:48  |
| 5      | 88      | Horror Soft                                                            | 21 juin 2009       | 8:39  |
| 5      | 89      | Afterlife                                                              | 23 juin 2009       | 4:55  |
| 5      | 90      | The Haunting                                                           | 30 juin 2009       | 4:22  |
| 6      | 91      | Final Fantasy VI                                                       | 8 septembre 2009   | 6:06  |
| 6      | 92      | Psycho Fox                                                             | 15 septembre 2009  | 6:05  |
| 6      | 93      | Click and play                                                         | 22 septembre 2009  | 4:13  |
| 6      | 94      | Mickey Mouse (1) : La série Illusion                                   | 29 septembre 2009  | 5:36  |
| 6      | 95      | Fear Effect                                                            | 4 octobre 2009     | 5:26  |
| 6      | 96      | Mickey Mouse (2) : La série Magical Quest                              | 6 octobre 2009     | 4:39  |
| 6      | 97      | Mickey Mouse (3) : Les one-shot                                        | 13 octobre 2009    | 5:23  |
| 6      | 98      | The Elder's Scrolls : Arena                                            | 20 octobre 2009    | 4:59  |
| 6      | 99      | Nintendo Wars                                                          | 27 octobre 2009    | 5:15  |
| 6      | 100     | Mr Nutz                                                                | 3 novembre 2009    | 5:13  |
| 6      | 101     | La série des Monkey Island                                             | 4 novembre 2009    | 9:33  |
| 6      | 102     | F-Zero                                                                 | 10 novembre 2009   | 6:13  |
| 6      | 103     | Les jeux de baston Dragon Ball                                         | 16 novembre 2009   | 5:12  |
| 6      | 104     | Star Wars                                                              | 17 novembre 2009   | 5:13  |
| 6      | 105     | Les jeux d'aventure Dragon Ball                                        | 24 novembre 2009   | 4:56  |
| 6      | 106     | Police Quest                                                           | 24 novembre 2009   | 5:11  |
| 6      | 107     | Police Quest SWAT                                                      | 1er décembre 2009  | 4:26  |
| 6      | 108     | Leander                                                                | 8 décembre 2009    | 4:06  |
| 6      | 109     | Mechwarrior                                                            | 15 décembre 2009   | 8:48  |
| 7      | 110     | The Legend of Zelda (partie 1)                                         | 12 janvier 2010    | 7:17  |
| 7      | 111     | The Legend of Zelda (partie 2)                                         | 19 janvier 2010    | 6:26  |
| 7      | 112     | The Legend of Zelda (partie 3)                                         | 26 janvier 2010    | 7:12  |
| 7      | 113     | Taz Mania                                                              | 2 février 2010     | 5:12  |
| 7      | 114     | Dune                                                                   | 9 février 2010     | 8:28  |
| 7      | 115     | Astérix                                                                | 16 février 2010    | 7:07  |
| 7      | 116     | System Shock                                                           | 21 février 2010    | 7:43  |
| 7      | 117     | Ascendancy                                                             | 23 février 2010    | 4:22  |
| 7      | 118     | The 7th Guest et The 11th Hour                                         | 2 mars 2010        | 7:14  |
| 7      | 119     | Burning Rangers                                                        | 9 mars 2010        | 4:09  |
| 7      | 120     | Shadow of the Beast                                                    | 16 mars 2010       | 6:09  |
| 7      | 121     | Les CityBuilders antiques, partie 1 : la saga Caesar                   | 23 mars 2010       | 4:32  |
| 7      | 122     | Les CityBuilders antiques, partie 2 : Pharaon, Zeus et Empereur        | 30 mars 2010       | 4:13  |
| 7      | 123     | Quest for Glory                                                        | 6 avril 2010       | 7:35  |
| 7      | 124     | Test Drive                                                             | 13 avril 2010      | 4:32  |
| 7      | 125     | Seiken densetsu / Secret of Mana                                       | 20 avril 2010      | 8:16  |
| 7      | 126     | Claw                                                                   | 27 avril 2010      | 3:38  |
| 7      | 127     | PC Kid                                                                 | 4 mai 2010         | 6:32  |
| 7      | 128     | Push Over                                                              | 11 mai 2010        | 5:13  |
| 7      | 129     | Donkey Kong Country                                                    | 18 mai 2010        | 5:44  |
| 7      | 130     | Jérôme Lange                                                           | 25 mai 2010        | 4:38  |
| 7      | 131     | La première trilogie Sonic                                             | 8 juin 2010        | 8:22  |
| 7      | 132     | Dungeon Keeper                                                         | 13 juin 2010       | 7:38  |
| 7      | 133     | Carmen San Diego                                                       | 15 juin 2010       | 5:39  |
| 7      | 134     | Pulseman                                                               | 22 juin 2010       | 4:18  |
| 7      | 135     | Ishar                                                                  | 29 juin 2010       | 6:03  |
| 8      | 136     | Alley Cat                                                              | 7 septembre 2010   | 3:36  |
| 8      | 137     | X-Com                                                                  | 14 septembre 2010  | 7:35  |
| 8      | 138     | MegaRace                                                               | 21 septembre 2010  | 5:26  |
| 8      | 139     | Battle Chess                                                           | 28 septembre 2010  | 5:18  |
| 8      | 140     | Irem (1/3) - Les beat'em all                                           | 5 octobre 2010     | 9:19  |
| 8      | 141     | Irem (2/3) - Gunforce                                                  | 12 octobre 2010    | 5:51  |
| 8      | 142     | Irem (3/3) - Les jeux d'action/plate-formes                            | 19 octobre 2010    | 9:09  |
| 8      | 143     | Milon                                                                  | 26 octobre 2010    | 4:37  |
| 8      | 144     | Krondor                                                                | 2 novembre 2010    | 7:17  |
| 8      | 145     | Cannon Fodder                                                          | 9 novembre 2010    | 5:26  |
| 8      | 146     | Mario (1/3) - Période arcade et NES                                    | 16 novembre 2010   | 7:21  |
| 8      | 147     | Mario (2/3) - Période Super NES                                        | 23 novembre 2010   | 6:55  |
| 8      | 148     | Mario (3/3) - Période Game Boy et Nintendo 64                          | 30 novembre 2010   | 6:50  |
| 8      | 149     | Splatterhouse                                                          | 5 décembre 2010    | 10:25 |
| 8      | 150     | Gobliiins et Woodruff                                                  | 7 décembre 2010    | 7:13  |
| 8      | 151     | Jazz Jackrabbit                                                        | 14 décembre 2010   | 7:19  |
| 9      | 152     | Les canards Disney (1/2) : Les jeux mettant en scène Donald Duck       | 11 janvier 2011    | 7:30  |
| 9      | 153     | Les canards Disney (2/2) : Les jeux mettant en scène la Bande à Picsou | 18 janvier 2011    | 6:44  |
| 9      | 154     | La série Strike                                                        | 25 janvier 2011    | 7:54  |
| 9      | 155     | Majyu Ô                                                                | 1er février 2011   | 4:45  |
| 9      | 156     | Alundra                                                                | 8 février 2011     | 5:31  |
| 9      | 157     | Wizards & Warriors                                                     | 15 février 2011    | 6:06  |
| 9      | 158     | Shoot'em ups PC                                                        | 22 février 2011    | 6:42  |
| 9      | 159     | La série Jetman                                                        | 1er mars 2011      | 5:35  |
| 9      | 160     | Jet Force Gemini                                                       | 8 mars 2011        | 7:42  |
| 9      | 161     | Terminal Velocity                                                      | 15 mars 2011       | 5:18  |
| 9      | 162     | Sin and Punishment                                                     | 22 mars 2011       | 6:40  |
| 9      | 163     | Koi no Hot Rock / Rock'n'Rage                                          | 29 mars 2011       | 3:18  |
| 9      | 164     | Starflight                                                             | 5 avril 2011       | 6:18  |
| 9      | 165     | Tower of Druaga                                                        | 12 avril 2011      | 8:37  |
| 9      | 166     | Bubsy                                                                  | 19 avril 2011      | 6:41  |
| 9      | 167     | Shinrei jusatsishi Taromaru                                            | 26 avril 2011      | 8:27  |
| 9      | 168     | Sega X Board                                                           | 3 mai 2011         | 5:44  |
| 9      | 169     | Zork                                                                   | 10 mai 2011        | 11:10 |
| 9      | 170     | Addams Family                                                          | 17 mai 2011        | 6:49  |
| 9      | 171     | Constructor                                                            | 24 mai 2011        | 4:32  |
| 9      | 172     | Septerra Core                                                          | 31 mai 2011        | 5:12  |
| 9      | 173     | Snatcher                                                               | 7 juin 2011        | 7:27  |
| 9      | 174     | Les jeux Doctor Who                                                    | 14 juin 2011       | 6:43  |
| 9      | 175     | American McGee's Alice                                                 | 19 juin 2011       | 9:41  |
| 9      | 176     | Normality                                                              | 21 juin 2011       | 4:56  |
| 10     | 177     | Crusader                                                               | 6 septembre 2011   | 5:58  |
| 10     | 178     | Phantasy Star                                                          | 13 septembre 2011  | 9:52  |
| 10     | 179     | Magic Carpet                                                           | 20 septembre 2011  | 5:03  |
| 10     | 180     | Deus Ex                                                                | 25 septembre 2011  | 9:43  |
| 10     | 181     | Rayman                                                                 | 27 septembre 2011  | 9:17  |
| 10     | 182     | Bill & Ted's Excellent Adventure                                       | 4 octobre 2011     | 5:01  |
| 10     | 183     | Total Annihilation                                                     | 11 octobre 2011    | 6:02  |
| 10     | 184     | Batman                                                                 | 18 octobre 2011    | 8:12  |
| 10     | 185     | Metroid                                                                | 25 octobre 2011    | 8:58  |
| 10     | 186     | Alone in the Dark, 2, 3, 4 et Time Gate                                | 1er novembre 2011  | 9:30  |
| 10     | 187     | The Longest Journey                                                    | 8 novembre 2011    | 7:24  |
| 10     | 188     | Dark Forces                                                            | 15 novembre 2011   | 9:22  |
| 10     | 189     | Heretic / Hexen                                                        | 20 novembre 2011   | 8:08  |
| 10     | 190     | Crash Bandicoot                                                        | 22 novembre 2011   | 6:22  |
| 10     | 191     | Les jeux LaserDisc                                                     | 23 novembre 2011   | 5:43  |
| 10     | 192     | Kunio-kun et Renegade                                                  | 23 novembre 2011   | 5:29  |
| 10     | 193     | Double Dragon                                                          | 23 novembre 2011   | 6:20  |
| 10     | 194     | Les adaptations 8 et 16 bits de Double Dragon                          | 23 novembre 2011   | 5:42  |
| 10     | 195     | Dungeon Master, partie 1                                               | 29 novembre 2011   | 7:18  |
| 10     | 196     | Dungeon Master, partie 2                                               | 6 décembre 2011    | 9:09  |
| 10     | 197     | Sinistar                                                               | 13 décembre 2011   | 4:33  |
| 10     | 198     | Sonic sur consoles 8 bits                                              | 19 décembre 2011   | 6:23  |
| 10     | 199     | Sonic Adventure                                                        | 19 décembre 2011   | 7:35  |
| 10     | 200     | Sonic en arcade                                                        | 19 décembre 2011   | 3:35  |
| 11     | 201     | Shinobi                                                                | 10 janvier 2012    | 9:04  |
| 11     | 202     | Jurassic Park                                                          | 17 janvier 2012    | 7:52  |
| 11     | 203     | X-Men                                                                  | 24 janvier 2012    | 7:05  |
| 11     | 204     | Battle Isle                                                            | 31 janvier 2012    | 7:37  |
| 11     | 205     | Jumping Flash !                                                        | 7 février 2012     | 5:23  |
| 11     | 206     | Leisure Suit Larry                                                     | 14 février 2012    | 10:12 |
| 11     | 207     | Diablo                                                                 | 21 février 2012    | 10:15 |
| 11     | 208     | Tactics Ogre                                                           | 28 février 2012    | 7:48  |
| 11     | 209     | Les clones de Mario Kart                                               | 6 mars 2012        | 4:44  |
| 11     | 210     | The Incredible Machine                                                 | 13 mars 2012       | 5:50  |
| 11     | 211     | Gauntlet                                                               | 20 mars 2012       | 8:43  |
| 11     | 212     | Streets of Rage                                                        | 27 mars 2012       | 6:37  |
| 11     | 213     | Arcanum                                                                | 3 avril 2012       | 6:27  |
| 11     | 214     | La saga Shining (1/2)                                                  | 10 avril 2012      | 5:31  |
| 11     | 215     | La saga Shining (2/2)                                                  | 17 avril 2012      | 6:39  |
| 11     | 216     | Privateer                                                              | 24 avril 2012      | 5:03  |
| 11     | 217     | Les jeux d'Eugene Jarvis                                               | 1er mai 2012       | 5:27  |
| 11     | 218     | 1941                                                                   | 8 mai 2012         | 5:28  |
| 11     | 219     | Populous                                                               | 15 mai 2012        | 4:57  |
| 11     | 220     | SpellCaster / Mystic Defender                                          | 22 mai 2012        | 4:15  |
| 11     | 221     | Pro Pinball                                                            | 29 mai 2012        | 5:31  |
| 11     | 222     | Les jeux ayant inspiré les vignettes de Retro & Magic                  | 1er juin 2012      |       |
| 11     | 223     | Golvellius                                                             | 5 juin 2012        | 4:43  |
| 11     | 224     | S.O.S.                                                                 | 12 juin 2012       | 4:58  |
| 11     | 225     | Sim City                                                               | 19 juin 2012       | 7:07  |
| 11     | 226     | Pandemonium                                                            | 26 juin 2012       | 4:21  |
| 11     | 227     | Outcast                                                                | 3 juillet 2012     | 6:52  |
| 12     | 228     | Quelques shoot'em ups marquants                                        | 11 septembre 2012  | 6:23  |
| 12     | 229     | Herc's Adventures                                                      | 18 septembre 2012  | 4:04  |
| 12     | 230     | Gourmet Sentai : Bara Yarou                                            | 25 septembre 2012  | 4:09  |
| 12     | 231     | Tiny Toons                                                             | 2 octobre 2012     | 6:06  |
| 12     | 232     | Lode Runner                                                            | 9 octobre 2012     | 6:06  |
| 12     | 233     | Ganbare Goemon Mystical Ninja                                          | 16 octobre 2012    | 8:52  |
| 12     | 234     | Mother                                                                 | 23 octobre 2012    | 9:39  |
| 12     | 235     | Mascottes animales (1/2)                                               | 30 octobre 2012    | 6:49  |
| 12     | 236     | Mascottes animales (2/2)                                               | 6 novembre 2012    | 6:28  |
| 12     | 237     | RoboCop                                                                | 13 novembre 2012   | 8:18  |
| 12     | 238     | Worms                                                                  | 20 novembre 2012   | 7:05  |
| 12     | 239     | The Bard's Tale                                                        | 27 novembre 2012   | 8:43  |
| 12     | 240     | GeGeGe no Kitarô                                                       | 4 décembre 2012    | 12:56 |
| 12     | 241     | Cinemaware (1/2)                                                       | 11 décembre 2012   | 6:40  |
| 12     | 242     | Cinemaware (2/2)                                                       | 18 décembre 2012   | 6:12  |
| 13     | 243     | G-Police                                                               | 8 janvier 2013     | 5:58  |
| 13     | 244     | L'univers Warhammer                                                    | 15 janvier 2013    | 7:33  |
| 13     | 245     | L'univers Warhammer 40000                                              | 22 janvier 2013    | 7:31  |
| 13     | 246     | Nightshade                                                             | 29 janvier 2013    | 5:36  |
| 13     | 247     | Gex                                                                    | 5 février 2013     | 6:05  |
| 13     | 248     | Technomage                                                             | 12 février 2013    | 4:09  |
| 13     | 249     | Chaos Control / Solar Crusade                                          | 19 février 2013    | 4:27  |
| 13     | 250     | Thunder Force                                                          | 26 février 2013    | 7:41  |
| 13     | 251     | Wonder Boy                                                             | 5 mars 2013        | 7:43  |
| 13     | 252     | Wizardry                                                               | 12 mars 2013       | 11:52 |
| 13     | 253     | Project Firestart                                                      | 19 mars 2013       | 5:35  |
| 13     | 254     | Space Quest                                                            | 26 mars 2013       | 8:04  |
| 13     | 255     | Gold of the Aztecs                                                     | 2 avril 2013       | 8:23  |
| 13     | 256     | The Immortal                                                           | 9 avril 2013       | 4:21  |
| 13     | 257     | Interstate '76                                                         | 16 avril 2013      | 5:35  |
| 13     | 258     | Lords of the Realm                                                     | 23 avril 2013      | 4:36  |
| 13     | 259     | Ranma 1/2 sur PC Engine                                                | 30 avril 2013      | 6:54  |
| 13     | 260     | Operation Wolf                                                         | 7 mai 2013         | 5:17  |
| 13     | 261     | Grandia                                                                | 14 mai 2013        | 7:45  |
| 13     | 262     | Une Faim de Loup                                                       | 21 mai 2013        | 4:35  |
| 13     | 263     | Giants : Citizen Kabuto                                                | 28 mai 2013        | 7:39  |
| 13     | 264     | Vagrant Story                                                          | 4 juin 2013        | 6:18  |
| 13     | 265     | Might & Magic                                                          | 11 juin 2013       | 12:15 |
| 13     | 266     | WarCraft                                                               | 18 juin 2013       | 12:30 |
| 13     | 267     | Les premiers FPS                                                       | 25 juin 2013       | 7:13  |
| 13     | 268     | King's Quest                                                           | 2 juillet 2013     | 10:06 |
| 14     | 269     | Kisuishou Densetsu Astal                                               | 3 septembre 2013   | 5:29  |
| 14     |         | Kisuishou Densetsu Astal (version avec *SPOILERS*)                     |                    | 5:52  |
| 14     | 270     | Robinson's Requiem                                                     | 10 septembre 2013  | 7:51  |
| 14     | 271     | Light Crusader                                                         | 17 septembre 2013  | 5:02  |
| 14     | 272     | Lemmings                                                               | 24 septembre 2013  | 7:52  |
| 14     | 273     | Neuromancer                                                            | 1er octobre 2013   | 5:25  |
| 14     | 274     | Chip'n'Dale Rescue Rangers                                             | 8 octobre 2013     | 4:43  |
| 14     | 275     | Les jeux tirés de l'univers de Clive Barker                            | 13 octobre 2013    | 15:01 |
| 14     | 276     | Wild9                                                                  | 15 octobre 2013    | 5:14  |
| 14     | 277     | Liquid Kids / Mizubaku Daibouken                                       | 22 octobre 2013    | 4:51  |
| 14     | 278     | Startopia                                                              | 29 octobre 2013    | 6:37  |
| 14     | 279     | Hydro Thunder                                                          | 5 novembre 2013    | 5:11  |
| 14     | 280     | Thief / Dark Project                                                   | 12 novembre 2013   | 8:25  |
| 14     | 281     | Alien Storm                                                            | 19 novembre 2013   | 4:56  |
| 14     | 282     | Gimmick !                                                              | 26 novembre 2013   | 5:26  |
| 14     | 283     | SEGA Rally                                                             | 3 décembre 2013    | 5:46  |
| 14     | 284     | Blade Runner                                                           | 10 décembre 2013   | 6:58  |
| 14     | 285     | Rendering Ranger                                                       | 17 décembre 2013   | 5:15  |
| 15     | 286     | Full Throttle                                                          | 7 janvier 2014     | 5:47  |
| 15     | 287     | Croc                                                                   | 14 janvier 2014    | 6:13  |
| 15     | 288     | Chippoke Ralph no Daibôken                                             | 21 janvier 2014    | 8:26  |
| 15     | 289     | Twin World                                                             | 28 janvier 2014    | 5:05  |
| 15     | 290     | Sid Meier's Pirates                                                    | 4 février 2014     | 6:43  |
| 15     | 291     | Tom & Jerry                                                            | 11 février 2014    | 5:40  |
| 15     | 292     | Kaeru no tame ni kane wa naru                                          | 18 février 2014    | 7:26  |
| 15     | 293     | Thunder Fox                                                            | 25 février 2014    | 5:03  |
| 15     | 294     | Turrican                                                               | 4 mars 2014        | 9:31  |
| 15     | 295     | Ristar                                                                 | 11 mars 2014       | 6:18  |
| 15     | 296     | Banjo Kazooie                                                          | 18 mars 2014       | 9:15  |
| 15     | 297     | Taisen Puzzle-Dama                                                     | 25 mars 2014       | 10:57 |
| 15     | 298     | Les Visiteurs - Le Jeu                                                 | 1er avril 2014     | 6:48  |
| 15     | 299     | Jackie Chan                                                            | 8 avril 2014       | 7:01  |
| 15     | 300     | Go! Go! Ackman                                                         | 15 avril 2014      | 7:28  |
| 15     | 301     | Pac-Man                                                                | 15 avril 2014      | 6:18  |
| 15     | 302     | GoldenEye 007                                                          | 15 avril 2014      | 9:16  |
| 15     | 303     | L'Aigle d'Or                                                           | 15 avril 2014      | 7:42  |
| 15     | 304     | Alex Kidd                                                              | 15 avril 2014      | 10:51 |
| 15     | 305     | Bomberman (1/2)                                                        | 15 avril 2014      | 9:29  |
| 15     | 306     | Bomberman (2/2)                                                        | 15 avril 2014      | 7:15  |
| 15     | 307     | La série Makaimura (Ghost'n Goblins)                                   | 15 avril 2014      | 10:41 |
| 15     | 308     | Infernal Runner                                                        | 13 avril 2014      | 5:22  |
| 15     | 309     | Willow                                                                 | 22 avril 2014      | 5:43  |
| 15     | 310     | Oni & Shogo                                                            | 29 avril 2014      | 8:11  |
| 15     | 311     | Stunt Race FX                                                          | 6 mai 2014         | 7:33  |
| 15     | 312     | Solomon's Key                                                          | 13 mai 2014        | 5:40  |
| 15     | 313     | Blood Money                                                            | 20 mai 2014        | 5:58  |
| 15     | 314     | BloodRayne                                                             | 26 mai 2014        | 8:06  |
| 15     | 315     | Private Eye & Une Poupée pleine aux as                                 | 27 mai 2014        | 7:41  |
| 15     | 316     | Cool Spot                                                              | 3 juin 2014        | 6:50  |
| 15     | 317     | Demon Front                                                            | 10 juin 2014       | 5:21  |
| 15     | 318     | Midnight Resistance                                                    | 17 juin 2014       | 5:10  |
| 15     | 319     | Judge Dredd                                                            | 24 juin 2014       | 9:33  |
| 15     | 320     | La série Unreal                                                        | 29 juin 2014       | 14:41 |
| 16     | 321     | Daytona USA                                                            | 9 septembre 2014   | 8:14  |
| 16     | 322     | Valkyrie no Densetsu                                                   | 16 septembre 2014  | 8:13  |
| 16     | 323     | Nadia, le Secret de l'Eau Bleue                                        | 20 septembre 2014  | 7:09  |
| 16     | 324     | Agony                                                                  | 23 septembre 2014  | 5:48  |
| 16     | 325     | King's Field                                                           | 30 septembre 2014  | 6:50  |
| 16     | 326     | General Chaos                                                          | 7 octobre 2014     | 6:05  |
| 16     | 327     | Les Schtroumpfs                                                        | 14 octobre 2014    | 9:21  |
| 16     | 328     | Dark Earth                                                             | 21 octobre 2014    | 5:22  |
| 16     | 329     | Cauldron                                                               | 28 octobre 2014    | 6:27  |
| 16     | 330     | Awesome                                                                | 4 novembre 2014    | 5:24  |
| 16     | 331     | Road Rash                                                              | 11 novembre 2014   | 8:17  |
| 16     | 332     | Night Trap                                                             | 18 novembre 2014   | 10:18 |
| 16     | 333     | Sir Fred                                                               | 25 novembre 2014   | 5:12  |
| 16     | 334     | Shivers                                                                | 30 novembre 2014   | 6:46  |
| 16     | 335     | Battlecorps                                                            | 2 décembre 2014    | 4:55  |
| 16     | 336     | Toy Commander et Toy Racer                                             | 9 décembre 2014    | 6:12  |
| 16     | 337     | La saga Jim Power                                                      | 16 décembre 2014   | 5:16  |
| 17     | 338     | Uchû Senkan Yamato                                                     | 6 janvier 2015     | 12:08 |
| 17     | 339     | Les flippers Digital Extremes                                          | 13 janvier 2015    | 6:34  |
| 17     | 340     | Magical Pop'n                                                          | 20 janvier 2015    | 4:55  |
| 17     | 341     | Les jeux de tank oubliés                                               | 27 janvier 2015    | 7:00  |
| 17     | 342     | Les jeux de la Terre du Milieu                                         | 3 février 2015     | 7:43  |
| 17     | 343     | Apidya                                                                 | 11 février 2015    | 5:12  |
| 17     | 344     | GUNNM Memories of Mars                                                 | 17 février 2015    | 5:24  |
| 17     | 345     | T'ai Fu Wrath of the Tiger                                             | 24 février 2015    | 5:20  |
| 17     | 346     | Déjà Vu & Shadowgate                                                   | 3 mars 2015        | 10:57 |
| 17     | 347     | Toki (JuJu Densetsu)                                                   | 10 mars 2015       | 5:09  |
| 17     | 348     | Toonstruck                                                             | 17 mars 2015       | 8:21  |
| 17     | 349     | Les jeux Scavenger                                                     | 24 mars 2015       | 6:36  |
| 17     | 350     | Interactive Designs                                                    | 31 mars 2015       | 7:52  |
| 17     | 351     | Jerry Boy                                                              | 7 avril 2015       | 5:29  |
| 17     | 352     | X-Wing                                                                 | 14 avril 2015      | 10:42 |
| 17     | 353     | Senjō no Ōkami (Commando)                                              | 21 avril 2015      | 7:02  |
| 17     | 354     | Civilization                                                           | 28 avril 2015      | 10:08 |
| 17     | 355     | Spycraft                                                               | 5 mai 2015         | 6:26  |
| 17     | 356     | Lionheart                                                              | 12 mai 2015        | 5:02  |
| 17     | 357     | Les spin-offs de Sonic sur Game Gear                                   | 19 mai 2015        | 6:51  |
| 17     | 358     | Ringworld                                                              | 26 mai 2015        | 5:17  |
| 17     | 359     | Bermuda Syndrome                                                       | 2 juin 2015        | 5:37  |
| 17     |         | Gundam                                                                 | 7 juin 2015        | 6:57  |
| 17     | 360     | Spy vs Spy                                                             | 9 juin 2015        | 7:00  |
| 17     | 361     | Swagman                                                                | 23 juin 2015       | 5:33  |
| 18     | 362     | The Adventures of Captain Comic                                        | 14 septembre 2015  | 4:58  |
| 18     | 363     | The Settlers                                                           | 22 septembre 2015  | 9:28  |
| 18     | 364     | Macross: Do You Remember Love?                                         | 29 septembre 2015  | 6:00  |
| 18     | 365     | Speed Devils                                                           | 6 octobre 2015     | 5:15  |
| 18     | 366     | Les jeux McDonald's                                                    | 13 octobre 2015    | 6:56  |
| 18     | 367     | The Last Express                                                       | 20 octobre 2015    | 7:57  |
| 18     | 368     | Headhunter                                                             | 27 octobre 2015    | 6:12  |
| 18     | 369     | Les aventures one-shot de LucasArts                                    | 3 novembre 2015    | 10:05 |
| 18     | 370     | Torico                                                                 | 10 novembre 2015   | 6:00  |
| 18     | 371     | La saga Fatal Fury                                                     | 17 novembre 2015   | 11:10 |
| 18     | 372     | Parodius (1/2)                                                         | 24 novembre 2015   | 11:14 |
| 18     | 373     | Parodius (2/2)                                                         | 1er décembre 2015  | 11:33 |
| 18     | 374     | Confidential Mission                                                   | 8 décembre 2015    | 4:54  |
| 18     | 375     | Dragon Quest                                                           | 15 décembre 2015   | 17:57 |
| 19     | 376     | Rise of the Dragon & Heart of China                                    | 12 janvier 2016    | 6:37  |
| 19     | 377     | Nox                                                                    | 19 janvier 2016    | 6:40  |
| 19     | 378     | Les jeux d'aventure Star Trek                                          | 26 janvier 2016    | 10:07 |
| 19     | 379     | Bug !                                                                  | 2 février 2016     | 6:06  |
| 19     | 380     | Les Aventures de Dizzy                                                 | 9 février 2016     | 10:18 |
| 19     | 381     | Half-Life                                                              | 14 février 2016    | 11:29 |
| 19     | 382     | Jet Set Radio                                                          | 16 février 2016    | 8:06  |
| 19     | 383     | La trilogie Midwinter                                                  | 23 février 2016    | 9:59  |
| 19     | 384     | Jeux d'avion sur Saturn                                                | 1er mars 2016      | 7:10  |
| 19     | 385     | Al-Qadim & Dark Sun                                                    | 8 mars 2016        | 6:21  |
| 19     | 386     | Overboard!                                                             | 15 mars 2016       | 5:02  |
| 19     | 387     | Transartica & Storm Master                                             | 22 mars 2016       | 8:28  |
| 19     | 388     | Les jeux Terminator sur console                                        | 29 mars 2016       | 8:03  |
| 19     | 389     | Fire & Brimstone                                                       | 5 avril 2016       | 8:34  |
| 19     | 390     | Little Nemo                                                            | 12 avril 2016      | 6:13  |
| 19     | 391     | Red Baron                                                              | 19 avril 2016      | 7:24  |
| 19     | 392     | Omikron : The Nomad Soul                                               | 24 avril 2016      | 9:09  |
| 19     | 393     | O.D.T.                                                                 | 26 avril 2016      | 5:47  |
| 19     | 394     | Blazing Dragons                                                        | 3 mai 2016         | 5:53  |
| 19     | 395     | Frankenstein                                                           | 10 mai 2016        | 8:32  |
| 19     | 396     | Descent                                                                | 17 mai 2016        | 9:18  |
| 19     | 397     | Top Hunter                                                             | 24 mai 2016        | 5:21  |
| 19     | 398     | Ghostbusters                                                           | 31 mai 2016        | 9:58  |
| 19     | 399     | Fighting Force                                                         | 7 juin 2016        | 7:03  |
| 19     | 400     | Majesty                                                                | 14 juin 2016       | 8:12  |
| 19     | 401     | Yûyû Hakusho Makyô Tôitsusen                                           | 21 juin 2016       | 5:00  |
| 19     | 402     | Vampire la masquarade                                                  | 19 juin 2016       | 9:16  |
| 19     | 403     | Les jeux sur la Seconde Guerre Mondiale de LucasArts                   | 28 juin 2016       | 8:54  |
| 20     | 404     | Tomb Raider                                                            | 20 septembre 2016  | 12:17 |
| 20     | 405     | Shantae                                                                | 27 septembre 2016  | 5:48  |
| 20     | 406     | Call of Cthulhu : Dark Corners of the Earth                            | 2 octobre 2016     | 9:44  |
| 20     | 407     | Gargoyles                                                              | 4 octobre 2016     | 4:40  |
| 20     | 408     | The Legend of Kyrandia                                                 | 11 octobre 2016    | 7:03  |
| 20     | 409     | Athlete Kings/Winter Heat                                              | 18 octobre 2016    | 6:22  |
| 20     | 410     | The Dark Eye                                                           | 25 octobre 2016    | 9:32  |
| 20     | 411     | Gargoyle's Quest                                                       | 1er novembre 2016  | 6:46  |
| 20     | 412     | Deep Fear                                                              | 8 novembre 2016    | 5:05  |
| 20     | 413     | TRON                                                                   | 15 novembre 2016   | 7:44  |
| 20     | 414     | Keio Flying Squadron                                                   | 22 novembre 2016   | 6:02  |
| 20     | 415     | Les jeux d'aventure Delphine Software                                  | 29 novembre 2016   | 5:57  |
| 20     | 416     | Kingsley's Adventure                                                   | 6 décembre 2016    | 4:56  |
| 20     | 417     | Die Hard Trilogy                                                       | 13 décembre 2016   | 9:02  |
| 21     | 418     | The Elder Scrolls : Daggerfall, Battlespire et Redguard                | 4 janvier 2017     | 9:40  |
| 21     | 419     | The Elder Scrolls : Morrowind                                          | 10 janvier 2017    | 8:56  |
| 21     | 420     | Hybrid Heaven                                                          | 17 janvier 2017    | 6:35  |
| 21     | 421     | Star Wars Rebel Assault                                                | 24 janvier 2017    | 7:44  |
| 21     | 422     | Command & Conquer (1/2): La saga du Tiberium                           | 31 janvier 2017    | 11:44 |
| 21     | 423     | Doom                                                                   | 5 février 2017     | 10:47 |
| 21     | 424     | Command & Conquer (2/2): Alerte Rouge & Generals                       | 7 février 2017     | 11:51 |
| 21     | 425     | Skies of Arcadia                                                       | 14 février 2017    | 7:38  |
| 21     | 426     | Les jeux ASCII Corporation sur Super Nintendo                          | 21 février 2017    | 7:10  |
| 21     | 427     | Time Commando                                                          | 28 février 2017    | 5:52  |
| 21     | 428     | Quake                                                                  | 5 mars 2017        | 12:17 |
| 21     | 429     | Soul Edge & Soul Calibur                                               | 7 mars 2017        | 10:38 |
| 21     | 430     | wipEout                                                                | 14 mars 2017       | 12:26 |
| 21     | 431     | Hexplore & Darkstone                                                   | 21 mars 2017       | 8:46  |
| 21     | 432     | Les adaptations de films Disney par Virgin Interactive                 | 28 mars 2017       | 9:32  |
| 21     | 433     | Battlezone                                                             | 4 avril 2017       | 11:28 |
| 21     | 434     | Lands of Lore                                                          | 11 avril 2017      | 8:57  |
| 21     | 435     | Kid Chameleon                                                          | 18 avril 2017      | 5:49  |
| 21     | 436     | Game Tengoku/The Game Paradise                                         | 25 avril 2017      | 12:04 |
| 21     | 437     | The Sentinel                                                           | 2 mai 2017         | 8:13  |
| 21     | 438     | Tobal                                                                  | 9 mai 2017         | 6:43  |
| 21     | 439     | Soleil                                                                 | 16 mai 2017        | 4:50  |
| 21     | 440     | La trilogie El Viento                                                  | 23 mai 2017        | 6:11  |
| 21     | 441     | Revenant                                                               | 30 mai 2017        | 6:34  |
| 21     | 442     | Dynamite Headdy                                                        | 6 juin 2017        | 4:40  |
| 21     | 443     | Lost Eden                                                              | 13 juin 2017       | 8:07  |
| 21     | 444     | The Chaos Engine                                                       | 20 juin 2017       | 8:16  |
| 21     | 445     | Pirate Ship Higemaru/Goof Troop                                        | 27 juin 2017       | 6:13  |
| 21     | 446     | Space Invaders                                                         | 2 juillet 2017     | 10:14 |
| 22     | 447     | Megami Tensei/Shin Megami Tensei                                       | 19 septembre 2017  | 14:12 |
| 22     | 448     | Persona                                                                | 26 septembre 2017  | 13:56 |
| 22     | 449     | Edward Randy - The Cliffhanger                                         | 3 octobre 2017     | 4:42  |
| 22     | 450     | Drakan                                                                 | 10 octobre 2017    | 6:17  |
| 22     | 451     | Teddy Boy Blues                                                        | 17 octobre 2017    | 6:23  |
| 22     | 452     | SRAM/QIN                                                               | 24 octobre 2017    | 9:16  |
| 22     | 453     | Spécial PC-Engine (partie 1)                                           | 31 octobre 2017    | 7:16  |
| 22     | 454     | Spécial PC-Engine (partie 2)                                           | 7 novembre 2017    | 5:59  |
| 22     | 455     | In The Hunt                                                            | 14 novembre 2017   | 4:13  |
| 22     | 456     | Lords of Magic                                                         | 21 novembre 2017   | 6:27  |
| 22     | 457     | B.A.T.                                                                 | 28 novembre 2017   | 9:55  |
| 22     | 458     | Les jeux d'action Squaresoft                                           | 5 décembre 2017    | 5:46  |
| 22     | 459     | Shufflepuck Café                                                       | 12 décembre 2017   | 8:38  |
| 22     | 460     | Rusty                                                                  | 19 décembre 2017   | 4:46  |
| 23     | 461     | Captain Silver                                                         | 16 janvier 2018    | 4:52  |
| 23     | 462     | Herzog Zwei                                                            | 23 janvier 2018    | 6:40  |
| 23     | 463     | Les beat'em ups fantasy de Capcom                                      | 30 janvier 2018    | 6:57  |
| 23     | 464     | Sunset Riders & Mystic Warriors                                        | 6 février 2018     | 8:06  |
| 23     | 465     | Eternal Darkness                                                       | 13 février 2018    | 5:35  |
| 23     | 466     | Kiki Kaikai / Pocky & Rocky                                            | 20 février 2018    | 8:04  |
| 23     | 467     | Final Fantasy I à V                                                    | 27 février 2018    | 11:46 |
| 23     | 468     | Final Fantasy VII à IX                                                 | 6 mars 2018        | 12:41 |
| 23     | 469     | Inherit the Earth                                                      | 13 mars 2018       | 8:46  |
| 23     | 470     | Crazy Taxi                                                             | 20 mars 2018       | 7:08  |
| 23     | 471     | Motor Mash & Ignition                                                  | 27 mars 2018       | 5:54  |
| 23     | 472     | Les jeux de stratégie Battletech                                       | 4 avril 2018       | 9:43  |
| 23     | 473     | Panorama Cotton                                                        | 5 avril 2018       | 8:38  |
| 23     | 474     | Final Fight                                                            | 6 avril 2018       | 10:18 |

## Héritage
Pendant l'été 2018, à l'occasion du financement participatif d'un tournage au Japon, Florent Gorges promet la réalisation simultanée d'une nouvelle émission avec et par Julien Pirou « dans l'esprit de feu Retro & Magic » en cas de franchissement des différents paliers. L'objectif de la campagne étant finalement atteint à 236% le 29 juillet 2018, un minimum de huit épisodes de cette nouvelle émission devraient être produites.
En 2019, le site internet Gamekult accueille une rubrique Retro Island. Cette série de vidéos courtes sur le retrogaming, préparée par Alex Pilot et Julien Pirou, est présentée comme l'« héritier de Retro & Magic ».